# Al-Dīwāniyya
al-Dīwāniyya (in arabo الديوانية, traslitterata anche Ad-Dīwānīya o anche Diwaniya) è una città dell'Iraq centro-meridionale, con una popolazione calcolata di 440 927 abitanti nel 2007.
È il capoluogo del Governatorato di al-Qadisiyya.